# Retirada do status de "Estado satélite" da Romênia

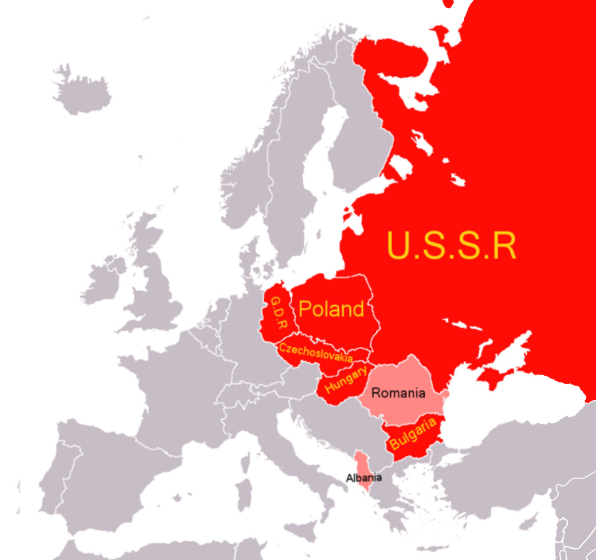
O Pacto de Varsóvia durante o início dos anos 1960. A Romênia e a Albânia são coloridas em vermelho claro, enquanto o resto dos membros do Pacto de Varsóvia são vermelhos.

A Retirada do status de "Estado satélite" da Romênia ou a de-satelização da República Socialista da Romênia da União Soviética foi a libertação da Romênia do seu estatuto de satélite soviético na década de 1960. A liderança romena conseguiu a de-satelização, em parte aproveitando-se dos erros e vulnerabilidades de Nikita Khrushchev.  A independência da Romênia foi tolerada por Moscou porque o seu partido no poder não iria abandonar o comunismo.  Embora a Romênia continuasse a ser membro do Pacto de Varsóvia e do Comecon, não seria um membro dócil de nenhum deles. :189
Mesmo antes de Nicolae Ceaușescu chegar ao poder, a Romênia era um país genuinamente independente, ao contrário do resto do Pacto de Varsóvia. Até certo ponto, era ainda mais independente do que Cuba (um estado socialista que não era membro do Pacto de Varsóvia).  O regime romeno era em grande parte impermeável à influência política soviética, e Ceaușescu foi o único oponente declarado da glasnost e da perestroika. Devido à relação conflituosa entre Bucareste e Moscou, o Ocidente não responsabilizou a União Soviética pelas políticas seguidas pela Roménia, como fez com outros países da região, como a Tchecoslováquia e a Polônia.  No início de 1990, o ministro dos Negócios Estrangeiros soviético, Eduard Shevardnadze, confirmou implicitamente a falta de influência soviética sobre a Roménia de Ceaușescu. Quando questionado se fazia sentido visitar a Romênia menos de duas semanas após a sua revolução, Shevardnadze insistiu que só indo pessoalmente à Romênia poderia descobrir como "restaurar a influência soviética". 
A independência da Romênia deixou pouco espaço para a independência dos outros e, como tal, teve de ser isolada. No final da década de 1960, Władysław Gomułka da Polônia e Todor Zhivkov da Bulgária chegaram a sugerir a expulsão da Roménia do Pacto de Varsóvia por causa das alterações propostas pela Romênia ao Tratado de Não Proliferação de Armas Nucleares. A subsequente declaração de apoio ao projeto soviético do tratado de não proliferação - assinado sem a Romênia - tornou públicos, pela primeira vez na história do Pacto de Varsóvia, os desacordos entre a Roménia e o resto dos membros. A Primavera de Praga permitiu à Romênia transformar o seu isolamento novamente em independência. A Romênia de Ceaușescu teve pelo menos tanta influência dentro do Pacto de Varsóvia como a França de Charles de Gaulle teve dentro da OTAN. No entanto, em vez de retirar a Roménia do Pacto de Varsóvia, como De Gaulle fez com as estruturas integradas da OTAN, a liderança romena começou a ver os benefícios do Pacto como um instrumento para afirmar a sua independência. 
Quando o marechal soviético Andrei Grechko assumiu o comando do Pacto de Varsóvia em 1960, tanto a Romênia como a Albânia já tinham, para todos os efeitos práticos, desertado do Pacto. No início da década de 1960, Grechko iniciou programas destinados a impedir que as heresias doutrinárias romenas, que ameaçavam a unidade e a coesão do Pacto, se espalhassem para outros membros do Pacto. Nenhum outro país conseguiu escapar ao Pacto de Varsóvia como fizeram a Roménia e a Albânia. No entanto, embora a Albânia se tenha retirado formalmente do Pacto em 1968, a Romênia não o fez. As razões para permanecer incluíam o interesse de Ceaușescu em preservar a ameaça de uma invasão do Pacto para que pudesse vender-se como nacionalista, bem como o acesso privilegiado aos homólogos da OTAN e um assento em vários fóruns europeus que de outra forma não poderia ter obtido.  Por exemplo, a Romênia e o restante do Pacto de Varsóvia liderado pelos soviéticos formaram dois grupos distintos na elaboração da Ata Final de Helsínquia. 
Certos historiadores como Robert King e Dennis Deletant argumentam contra o uso do termo "independente" para descrever as relações da Roménia com a União Soviética, favorecendo a "autonomia" devido à sua adesão contínua ao Comecon e ao Pacto de Varsóvia, juntamente com o seu compromisso com o socialismo. Mas esta perspectiva não explica porque é que a Roménia bloqueou a adesão da Mongólia ao Pacto de Varsóvia em Julho de 1963, porque votou a favor de uma resolução da ONU de Novembro de 1963 para estabelecer uma zona livre de armas nucleares na América Latina quando os outros países socialistas se abstiveram, ou por que se opôs à “forte resposta colectiva” proposta pelos soviéticos contra a China em 1964, para citar apenas alguns exemplos do período 1963-1964. 

## História

### De-satelização (1956-1965)
Após o estabelecimento de um governo dominado pelo Partido Comunista Romeno em 1945, o país logo se tornou um satélite soviético inquestionável. As decisões relativas à política externa e econômica foram tomadas em Moscou e lealmente executadas pelos comunistas locais. O período de dominação soviética incontestada durou até 1955. 
Uma ambição de longa data do líder comunista Gheorghe Gheorghiu-Dej era a retirada de todas as tropas soviéticas do território romeno. Isto foi finalmente alcançado em 25 de Julho de 1958, quando a Roménia anunciou que todas as tropas soviéticas tinham deixado o seu território,  sem dúvida o maior desenvolvimento no país entre 1956 e a morte de Dej em 1965. Nos termos do tratado de paz de 1947, as forças soviéticas guarnecidas na Roménia destinavam-se a ajudar a defender as linhas de abastecimento às bases soviéticas na Áustria. Após o Tratado de Estado Austríaco em 1955 e a retirada do Exército Vermelho, esse pretexto tornou-se discutível e os romenos sugeriram que os soviéticos reconsiderassem a necessidade de manter uma presença militar na Romênia. A reação de Nikita Khrushchev foi hostil e, após a Revolução Húngara de 1956, foi "acordado" que o Exército Vermelho teria de permanecer na Romênia.
Mas numa reunião do Pacto de Varsóvia, em Maio de 1958, em consonância com o desejo de Khrushchev de melhorar as relações com o Ocidente, foi anunciada a retirada do Exército Vermelho da Romênia. A decisão também foi provavelmente tomada para diminuir a raiva romena pelo tratamento dispensado ao líder da revolução húngara Imre Nagy, que foi levado para a Romênia após a sua detenção e transportado de volta para um julgamento secreto na Hungria num avião romeno.
A retirada militar soviética começou no início de julho e foi concluída no final do mês. Este foi o primeiro grande passo em direção à dessovietização e dessatellização na Roménia, e parecia não haver regresso. A retirada soviética de 1958, juntamente com a ruptura sino-soviética, deu à Romênia a oportunidade de realinhar a sua posição dentro do Comecon. As corporações SovRom – através das quais os soviéticos exerciam um controlo quase exclusivo sobre a economia da Roménia – já tinham sido dissolvidas em 1954. Em 1963, os nomes de ruas e outros nomes foram alterados de volta para os seus nomes romenos originais ou – se os originais fossem politicamente inaceitáveis – para nomes romenos em vez de nomes russos. O Instituto Russo em Bucareste foi fechado e, em poucos anos, o russo deixou de ser a segunda língua ensinada nas escolas romenas. Em Dezembro de 1964, os conselheiros soviéticos – incluindo os dos serviços de inteligência e de segurança – foram retirados da Romênia. Gheorghiu-Dej morreu em março de 1965. Seu sucessor, Nicolae Ceaușescu, buscou a autossuficiência nacional com "frenesi demoníaco". :185–186, 189 O apelo da Romênia ao nacionalismo era incompatível com o estatuto de satélite.  
Em Abril de 1964, a Romênia declarou formalmente a sua independência do controlo da União Soviética  e detalhou os seus planos para reorientar a sua economia para a agricultura e a extração de recursos naturais.  A campanha romena pela independência culminou em 22 de Abril de 1964, quando o Partido Comunista Romeno emitiu uma declaração proclamando que "todo Partido Marxista-Leninista tem o direito soberano... de elaborar, escolher ou mudar as formas e métodos de construção socialista" e que “não existe partido “pai” e partido “descendente”, nem partidos “superiores” e “subordinados”, mas apenas a grande família de partidos comunistas e operários com direitos iguais”, acrescentando que “não há e pode haver sem padrões e receitas únicas". Isto equivalia a uma declaração de independência política e ideológica de Moscou.    
Como o termo "República Popular" geralmente indicava o status de satélite na órbita soviética, a Constituição da Romênia de 1965 mudou o título oficial do país para "República Socialista".  Na década de 1960, a referência aos “libertadores soviéticos” no hino nacional também foi abandonada.  

### Desenvolvimentos adicionais (1965-1984)
A era Nicolae Ceaușescu, que começou em 1965, viu o poder político na Roménia tornar-se nacionalizado e personalizado.  Em 1962, os economistas soviéticos propuseram subordinar a economia da Europa Oriental, incluindo a da Roménia, a um órgão de planeamento supranacional do Comecon. A partir de 1964, a posição da liderança romena em questões internacionais diferia frequente e marcadamente da da União Soviética. Um ponto de viragem particular ocorreu em 1968, quando Ceaușescu criticou publicamente a invasão da Tchecoslováquia pelo Pacto de Varsóvia e recusou-se a participar. A Romênia abordou formalmente a Comunidade Econômica Europeia para termos comerciais preferenciais em 1972, e repetidamente assumiu posições independentes nas Nações Unidas  Em 1973, a Roménia tornou-se o primeiro país do Pacto de Varsóvia a conduzir a maior parte do seu comércio com países não comunistas. 
Em 1967, o Comecon adotou o "princípio das partes interessadas", segundo o qual qualquer país poderia optar por não participar de qualquer projeto que escolhesse, permitindo ainda que os outros estados membros utilizassem os mecanismos do Comecon para coordenar as suas atividades. Em princípio, qualquer país ainda poderia vetar uma política, mas a esperança era que simplesmente se afastasse ou fosse um participante relutante. Isto visava, pelo menos em parte, permitir à Roménia traçar o seu próprio rumo económico sem abandonar totalmente o Comecon ou paralisar a organização.  Sob Ceaușescu, a Roménia traçou a política externa mais independente de todos os países do Pacto de Varsóvia. A Roménia, já sem tropas soviéticas no seu território, deixou de participar nos exercícios de tropas do Pacto de Varsóvia em 1962. Membro menos ativo do Comecon, a Roménia era membro do Fundo Monetário Internacional e do Banco Mundial. Devia grande parte da sua margem de manobra económica à produção de petróleo e de cereais, que o libertou da influência económica soviética. 
Em 1974, a Roménia negou um pedido soviético para construir uma ferrovia de Odessa, através do leste da Roménia, até Varna. Esta ferrovia de bitola larga poderia ter sido usada para transportar grandes unidades do exército para a Bulgária. A Roménia opôs-se à utilização do seu território por forças estrangeiras,  e com a Bulgária foi um dos dois membros do Pacto de Varsóvia a não permitir o estacionamento de tropas estrangeiras no seu solo, sejam soviéticas ou não.   Embora a Roménia tenha participado em exercícios aéreos e navais conjuntos do Pacto de Varsóvia, não permitiu tais exercícios no seu próprio território.  Além de não permitir manobras do Pacto de Varsóvia ou bases soviéticas na Romênia,  Ceaușescu acabou com a doutrinação e o treinamento soviético no Exército Romeno e evitou que oficiais soviéticos interferissem nas decisões do pessoal romeno. 
Embora permanecesse no Pacto de Varsóvia, a Roménia continuou a divergir de muitas políticas internacionais soviéticas. Condenou a invasão soviética do Afeganistão e foi o único país do Pacto de Varsóvia a participar nos Jogos Olímpicos de Verão de 1984 em Los Angeles, boicotados pelo resto do Pacto de Varsóvia em resposta ao boicote liderado pelos EUA aos Jogos Olímpicos de Verão de 1980 em Moscovo.  A Roménia estava "alinhada mas independente".  Os subsídios comerciais soviéticos durante 1960-1978 para os outros cinco estados do Pacto de Varsóvia variaram entre 4,6 mil milhões de dólares (Bulgária) e 23,7 mil milhões de dólares (Alemanha Oriental). Para a Roménia, os subsídios comerciais soviéticos durante este período foram negativos, com um total de 0,5 mil milhões de dólares pagos em impostos comerciais implícitos líquidos. 

## A política externa da Romênia durante a de-satelização
Enquanto a Roménia e a URSS assinaram o Tratado Soviético-Romeno de Amizade, Cooperação e Assistência Mútua em 1970, a Roménia continuou a prosseguir as suas políticas independentes. A Roménia permaneceu neutra durante a ruptura sino-soviética e manteve relações amistosas com a China,  reconheceu a Alemanha Ocidental em Janeiro de 1967, e não rompeu relações diplomáticas com Israel após a Guerra dos Seis Dias. A Roménia também atuou como um dos mediadores nas conversações egípcio-israelenses que levaram aos Acordos de Camp David,  aos quais a URSS se opôs. Quando outros países do Bloco de Leste cortaram relações diplomáticas com o Chile após o golpe anticomunista em Setembro de 1973, a Romênia recusou-se a fazê-lo. 
Em 1979, após a invasão vietnamita do Kampuchea Democrático, apoiada pelos soviéticos, a Roménia tornou-se o primeiro membro do Pacto de Varsóvia a lançar um voto anti-soviético na Assembleia Geral das Nações Unidas.  Também continuou a reconhecer o Khmer Vermelho como o representante legítimo do Camboja na ONU (a Roménia foi um dos dez países que mantiveram uma embaixada no Camboja durante o mandato de Pol Pot).  Quando a União Soviética invadiu o Afeganistão em 1979, a Roménia absteve-se numa resolução da Assembleia Geral da ONU que apelava à retirada imediata e incondicional das tropas soviéticas. Um mês depois, numa reunião de estados comunistas em Sófia, a Roménia juntou-se à Coreia do Norte na recusa de apoiar a invasão. 